# Carolina Tronconi
Carolina Tronconi, née le 22 mai 1913 à Pavie et morte le 11 février 2008 à Pavie, est une gymnaste artistique italienne.

## Carrière
Carolina Tronconi remporte aux Jeux olympiques d'été de 1928 à Amsterdam la médaille d'argent du concours général par équipes féminin avec Bianca Ambrosetti, Lavinia Gianoni, Luigina Perversi, Diana Pizzavini, Anna Luisa Tanzini, Luigina Giavotti, Ines Vercesi, Rita Vittadini, Virginia Giorgi, Germana Malabarba et Carla Marangoni.